# كرايغ لويس (لاعب كرة قاعدة)
كرايغ لويس (بالإنجليزية: Craig Lewis)‏ هو لاعب كرة قاعدة أسترالي، ولد في 30 ديسمبر 1976.

## وصلات خارجية
- كرايغ لويس على موقع أوليمبيديا (الإنجليزية)